# Mark Boerebach
Mark Boerebach es un savant, capaz de recordar éxitos de las listas australianas superiores de la música de los años 1970 y 1980.

## Vida personal
Boerebach nació ciego y con diagnóstico de síndrome de Asperger de niño. Antes de ingresar a la escuela, se sometió a una serie de operaciones que restableció el 20% de su vista, a pesar de que es ciego de un ojo. Su condición hace que sea difícil para él para socializar en la escuela, pero a pesar de las dificultades que encontró, Boerebach ha completado cinco cursos de TAFE negocio de la música. Vive en Sídney, Australia.